# Mariane Ebert
Marianne Ebert (Rio de Janeiro, 24 de abril de 1968 — Rio de Janeiro, 24 de março de 2020) foi uma atriz, coreógrafa e dançarina brasileira.

## Biografia
Mariane Ebert começou a fazer dança de salão aos 7 anos de idade. Depois disso decidiu se firmar na carreira de dançarina. Em 1988, Mariane Ebert estreou no teatro e trabalhou em 5 peças. Fez alguns papéis na televisão, mas deixou a carreira de atriz.  Viveu por 25 anos em Nova Iorque.
Nos últimos anos viveu no Rio de Janeiro como coreógrafa.

## Morte
Mariane morreu em 24 de março de 2020, após uma longa batalha contra o câncer.

## Televisão
| Ano  | Título             | Papel              |
| ---- | ------------------ | ------------------ |
| 1990 | Barriga de Aluguel | Drica              |
| 1993 | Sonho Meu          | Irene              |
| 1996 | Você Decide        | (episódio A Volta) |